# Amethysphaerion guarani
Amethysphaerion guarani är en skalbaggsart som beskrevs av Martins och Dilma Solange Napp 1992. Amethysphaerion guarani ingår i släktet Amethysphaerion och familjen långhorningar.
Artens utbredningsområde är Paraguay. Inga underarter finns listade i Catalogue of Life.